# Йордан Ванчев
Йордан Григоров Ванчев е български историк.

## Биография
Роден е в 1933 година в дупнишкото село Драгодан. Завършва Великотърновската гимназия и история в Софийския университет в 1957 година. Работи като гимназиален учител от 1958 до 1961 година в Благоевград. От 1961 до 1970 година е уредник в историческия музей в града, между 1970 и 1980 г. е научен сътрудник, а от 1983 до 1989 година е старши научен сътрудник. В 1979 г. защитава докторат. Изследва българското просветното дело в Македония.
През 1992 година получава научно звание доцент по българска история в Югозападния университет „Неофит Рилски“. Два мандата е зам. декан на Историческия факултет и чете лекции по история на българското възраждане, музеология и води занятия по магистърската програма "Българския национален въпрос през XIX век и първата половина на XX век". 
На 29 септември 1993 година в Благоевград е учреден Научно информационен център при Македонския научен институт - София. Йордан Ванчев е избран за председател. Той е инициатор и съорганизатор на поредица научни симпозиуми, конференции и чествания на знакови годишнини и събития.
На 29 октомври 1998 година е обявен за почетен гражданин на Благоевград. През 2003 година е награден с медал „100 години Илинденско-Преображенско въстание“.
Умира в Благоевград през 2008 година.

## Библиграфия
- „Георги Измирлиев-Македончето“ (1966),[8]
- „Пламъци над Пирина“ (1968),[9]
- „Кресненско-Разложкото въстание“ (1968),[10]
- „Просветно движение в Пиринския край през Възраждането“ (1976),[11]
- „Новобългарската просвета в Македония през Възраждането“ (1982),[12]
- „Просветното дело в Неврокоп (Гоце Делчев) и Неврокопско през Възраждането“ (1979)[13]
- „Въстанал съм за свободата“ (1986),[14]
- „Благоевград“ (предговор, 1986)[15]